# Prang Ku (huyện)
Prang Ku (tiếng Thái: ปรางค์กู่) là một huyện (amphoe) ở phía tây của tỉnh Sisaket, đông bắc Thái Lan.

## Địa lý
Các huyện giáp ranh (từ phía bắc theo chiều kim đồng hồ) là: Huai Thap Than, Uthumphon Phisai, Wang Hin và Khukhan của tỉnh Sisaket, Si Narong, Sikhoraphum và Samrong Thap của tỉnh Surin.

## Lịch sử
Tiểu huyện (king amphoe) Prang Ku được thành lập ngày 1 tháng 1 năm 1961, khi được tách ra từ Khukhan. Huyện được đặt tên theo Prang Samong, nằm ở Ban Ku. Ngày 17 tháng 7 năm 1963, đơn vị này được nâng cấp thành huyện.

## Hành chính
Huyện này được chia thành 10 phó huyện (tambon), các đơn vị này lại được chia ra thành 141 làng (muban). Prang Ku là một thị trấn (thesaban tambon) nằm trên một phần của tambon Phimai and Phimai Nuea. Có 10 Tổ chức hành chính tambon.
| STT. | Tên              | Tên Thái    | Số làng | Dân số |  |
| ---- | ---------------- | ----------- | ------- | ------ |  |
| 1.   | Phimai           | พิมาย        | 13      | 7.306  |  |
| 2.   | Ku               | กู่           | 17      | 12.182 |  |
| 3.   | Nong Chiang Thun | หนองเชียงทูน  | 19      | 9.439  |  |
| 4.   | Tum              | ตูม          | 11      | 6.193  |  |
| 5.   | Samo             | สมอ         | 17      | 7.522  |  |
| 6.   | Pho Si           | โพธิ์ศรี       | 14      | 5.519  |  |
| 7.   | Samrong Prasat   | สำโรงปราสาท | 17      | 6.893  |  |
| 8.   | Du               | ดู่           | 13      | 4.794  |  |
| 9.   | Sawai            | สวาย        | 10      | 4.082  |  |
| 10.  | Phimai Nuea      | พิมายเหนือ    | 10      | 4.278  |  |